# Замчичи

Племя на карте

Замчичи — средневековое славянское племя, которое входило в племенной союз лютичей и жило в районе озера Рыпин.